# Artëm Golubev
Artëm Valer'evič Golubev (in russo Артём Валерьевич Голубев?; Volgograd, 21 gennaio 1999) è un calciatore russo, centrocampista o difensore dello Šinnik.

## Caratteristiche tecniche
È un difensore centrale che può essere impiegato anche da mediano.

## Carriera
Cresciuto nel settore giovanile del Krasnodar, ha esordito in prima squadra il 2 dicembre 2018 disputando l'incontro di Prem'er-Liga vinto 2-0 contro l'Ural.
Il 30 luglio 2019 è stato ceduto in prestito all'Ufa.

## Statistiche
Statistiche aggiornate al 18 agosto 2019.

### Presenze e reti nei club
| Stagione        | Squadra         | Campionato      | Campionato | Campionato | Coppe nazionali | Coppe nazionali | Coppe nazionali | Coppe continentali | Coppe continentali | Coppe continentali | Altre coppe | Altre coppe | Altre coppe | Totale | Totale | Totale |
| Stagione        | Squadra         | Comp            | Pres       | Reti       | Comp            | Pres            | Reti            | Comp               | Pres               | Reti               | Comp        | Pres        | Reti        | Pres   | Reti   |        |
| --------------- | --------------- | --------------- | ---------- | ---------- | --------------- | --------------- | --------------- | ------------------ | ------------------ | ------------------ | ----------- | ----------- | ----------- | ------ | ------ | ------ |
| 2017-2018       | Krasnodar-2     | 2D              | 1          | 0          |                 | -               | -               |                    | -                  | -                  |             | -           | -           | 1      | 0      |        |
| 2018-2019       | Krasnodar-2     | 1D              | 32         | 0          |                 | -               | -               |                    | -                  | -                  |             | -           | -           | 32     | 0      |        |
| ago. 2019       | Krasnodar-2     | 1D              | 4          | 0          |                 | -               | -               |                    | -                  | -                  |             | -           | -           | 4      | 0      |        |
| 2018-2019       | Krasnodar-3     | PPF Ligi        | 2          | 0          |                 | -               | -               |                    | -                  | -                  |             | -           | -           | 2      | 0      |        |
| 2018-2019       | Krasnodar       | PL              | 2          | 0          | CR              | 1               | 0               | UEL                | 2                  | 0                  |             | -           | -           | 5      | 0      |        |
| 2019-2020       | Ufa             | PL              | 4          | 0          | CR              | 1               | 0               |                    | -                  | -                  |             | -           | -           | 5      | 0      |        |
| Totale carriera | Totale carriera | Totale carriera | 45         | 0          |                 | 2               | 0               |                    | 2                  | 0                  |             | -           | -           | 49     | 0      |        |